# Aero 662
Aero 662 (také Aero 18 HP) byl malý, československý automobil, který byl vyráběn továrnou Aero (Aero továrna letadel, Dr. Kabeš, Praha - Vysočany) v letech 1930 až 1934. Jedná se o druhý, z hlediska komerční úspěšnosti, vůz továrny Aero za typem Aero 30. Oficiálně byl vůz představen veřejnosti na podzimním XXIII. mezinárodním autosalonu v Praze, který se konal ve dnech 22.-28. října 1931, ale již v květnu 1931 se tento model zúčastnil mezinárodní soutěže spolehlivosti na 10 000 km Evropou (AvD 10000 km Fahrt). V letech 1932 (4. místo) a 1933 (3. místo) z hlediska počtu vyrobených automobilů v Československu překonala továrna Aero i renomované výrobce Walter, Wikov, Čs. Zbrojovka a v roce 1933 i Škodu (tehdy ASAP).

## Vznik a vývoj
Po nečekaném úspěchu s malým vozem Aero 500 dostali šéfkonstruktér ing. Břetislav Novotný a jeho bratr Hostivít (též konstruktér) úkol vyvinout silnější motor. Ten byl nainstalován do v podstatě nezměněného vozu Aero 500. Navenek se odlišoval jen jen většími světlomety. Vozy Aero 662 nesly původně označení Aero 16 HP, od roku 1933 pak Aero 18 HP. Stejně jako jeho předchůdci Aero 500 se i Aeru 622 přezdívalo „cililink“ kvůli typickému hluku ručního startéru (než byl vůz vybaven elektrickým startérem). Původně jednodvéřový automobil. Sériová výroba se rozběhla v roce 1931, kdy bylo vyrobeno 500 vozů. Od konce roku 1931 byl vůz vybaven druhými dveřmi na straně řidiče. Se zavedením výroby vozu Aero 1000 v roce 1933 dostalo Aero 662 také přední brzdy. Pro rok 1934 byl model dále modernizován, mj. rozšířeným rozchodem zadních kol, rozvorem, délkou a šířkou vozu. 
Celkem bylo postaveno 2 615 exemplářů. Prodával se za cenu v rozpětí 21100 (roadster)-23700 Kč (faux kabriolet). Do současnosti se dochovalo přibližně 300 automobilů. Některé jsou vystaveny ve sbírkách historických vozidel (např. Muzeum motorismu Znojmo, Auto-Moto Museum Nová Paka, Automuzeum Terezín, Muzeum historických vozidel, zemědělské techniky a řemesel v Pořežanech) a také se s nimi lze setkat na krátkodobých výstavách či na soutěžích veteránských vozidel.

## Motor
Zážehový, kapalinou chlazený řadový dvoudobý, dvoutaktní dvouválec (R2) měl zdvihový objem 662 cm³ (při vrtání 75 a zdvihu 75 mm) a dával výkon 13,3 kW/18 koní při 3000 ot/min a kompresi 5,2. S pohonem zadních kol a třístupňovou převodovkou dosahoval vůz maximální rychlosti kolem 90 km/h. Spotřeba paliva (směs benzínu a oleje v poměru 40:1) byla 6,5-7,5 l/100 km.

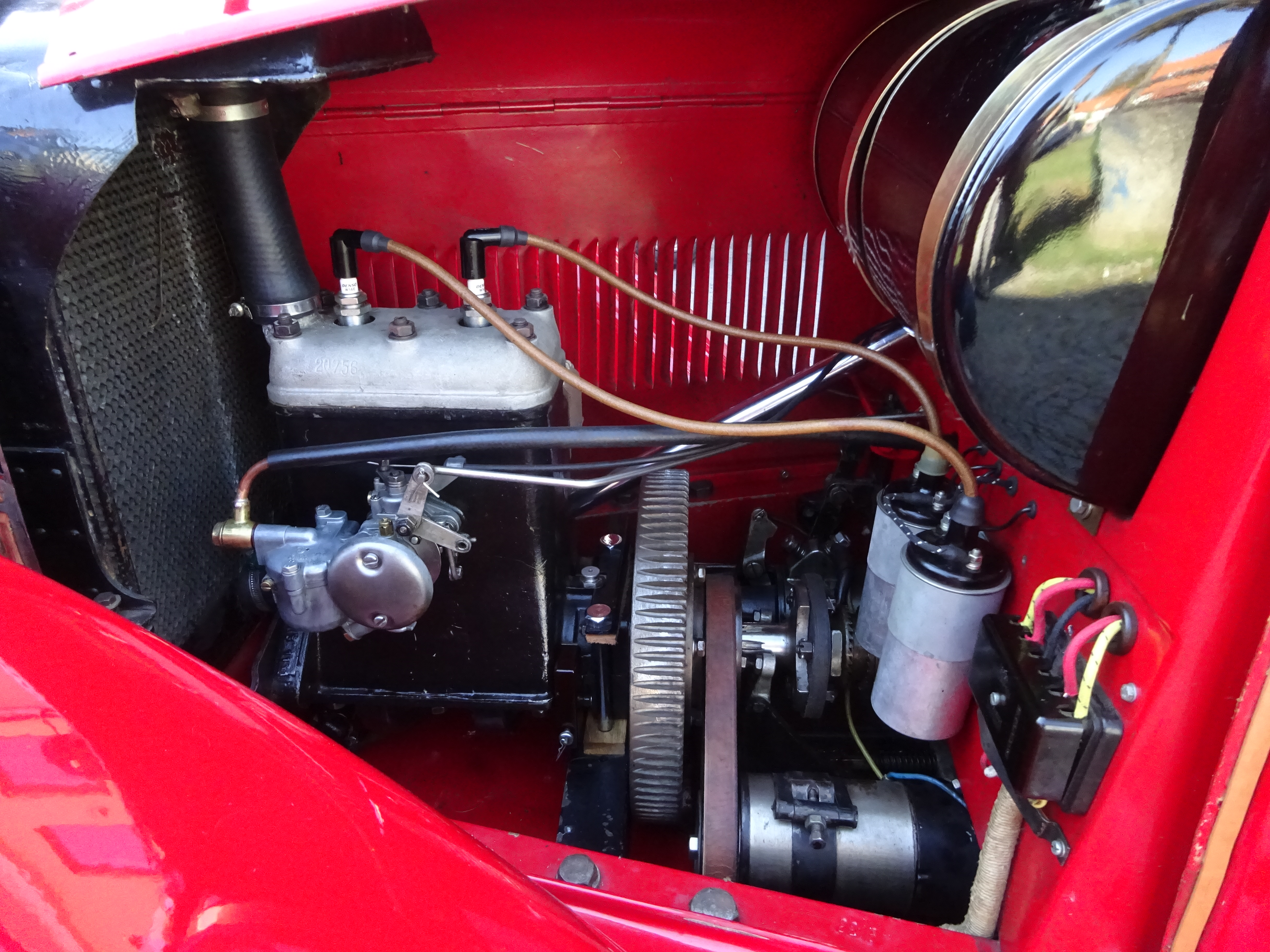
Aero 662 (Aero 18 HP), dvouválcový motor

Blok válců byl odlit ze šedé litiny vcelku se svrškem klikové skříně, písty byly z lehké slitiny. Karburátory se montovaly dvojího provedení Amal s difuzorem 26 mm nebo s difuzorem 23 mm Solex 26 UAHG (později JIKOV 26 LOH). Doprava paliva z nádrže (objem 18 l) ke karburátoru samospádem. Vodní chlazení motoru termosifonové s objemem nádrže 7 litrů. Startování elektrické, dynamoakumulátorové Bosch 6V s mechanicky vysouvaným pastorkem anebo původně ruční pákou s lankem přes zubovou spojku. Baterie: 6 V/40-45 Ah, dynamo: Bosch 6 V/70 W. Spojka byla suchá třecí, jednolamelová. Převodovka mechanická.
Přibližně 40 podvozků vozů Aero 1000 bylo v roce 1934 vybaveno karoserií roadster a motorem o objemu 750 cm³ s výkonem 16,2 kW/22 k. Tento motor byl převrtanou verzí motoru z Aera 662. Vůz byl označován jako Aero 750 a především byl využit pro testovací a závodní účely.

## Podvozek
Bezrámový podvozek, na kterém byla usazena samonosná ocelová karoserie. Pevná přední i zadní náprava byla vyrobena z trubek a odpružena podélnými čtvrteliptickými listovými péry. Třecí tlumiče pérování byly montovány pouze na přední nápravu. Převodovka s rozvodovkou byly na zadní nápravě. Kompletní zadní nápravu dodávala košířská firma Josef Walter a synové. Tak tomu bylo i u řady dalších podskupin. Celé mechanické skupiny i jednotlivé díly objednávala vysočanská továrna u specializovaných firem. V Aeru se vůz vlastně jen montoval a karosoval.
Hřebenové řízení mělo volant umístěno vpravo. Mechanická nožní brzda působila (bubnové brzdy) na obě kola zadní nápravy, ruční brzda pouze na pravé zadní kolo. Při modernizaci v roce 1934 dostává i přední náprava brzdy. Vůz byl osazen pneumatikami 4,5x18" na drátových kolech. Kola byla upevněna centrální maticí.

## Karoserie
První karoserie i podvozky byly téměř totožné s typem Aero 500, který se při uvedení na trh v roce 1931 též souběžně vyráběl. Později dochází u typu 662 k různým vylepšením. Jednalo se o vůz s celokovovou samonosnou karoserií, původní provedení s dřevěnou kostrou a plechovými panely. Běžně se prodával dvoumístný otevřený roadster s nouzovým sedadlem (2–3) v odklopné zádi. Menší počet vozů byl dodán jako čtyřmístný faux kabriolet, dvoumístné kupé nebo uzavřená "limuzína" pro 4 osoby. V malém počtu byl vůz vyráběn pro drobné podnikatele též jako malý valník (pick-up) popř. jako uzavřená dodávka.

## Sportovní úspěchy
Úplně prvním startem 31. května 1931 s vozem Aero 662 byla vítězná účast Vladimíra Šorela na národním závodě Zbraslav-Jíloviště v kategorii cestovních automobilů do 750 cm³. Na přelomu května a června 1931 (21.5.–7.6.) se zúčastnil Bohumil Turek společně redaktorem Maršákem na voze Aero 662 (Aero 18 HP) mezinárodní soutěže spolehlivosti na 10 000 km Evropou (AvD 10000 km Fahrt), kterou uspořádal německý autoklub Automobilclub von Deutschland i za spoluúčastí národních autoklubů dotčených zemích, kde jízda procházela, a kde nechyběl ani Autoklub Republiky Československé. Z Československa se zúčastnili jezdci na automobilech Tatra, Praga, Aero a Walter. Při této 17denní jízdě (vč. odpočinkových dnů), jež vedla z Německa přes 10 zemí zpět do Německa (Berlín - Saarbrücken - Ženeva - San Sebastian - Madrid - Lisabon - Barcelona - Řím - Mnichov - Katschberg (1641 m n. m.) - Terst - Dubrovník - Záhřeb - Budapešť - Vídeň - Berlín). Soutěž byla rozdělena do devíti etap a měřila celkem 10 255 km, nejdelší etapa vedla z Barcelony do Říma a byla dlouhá 1455 km. Kritickým místem se ukázalo stoupání na Katschberg, kde "umírá" mnoho silných vozů. Domácí obyvatelstvo je na tyto případy připraveno a poskytuje k přejetí vrcholu potahy. Proto překvapuje, že slabší skupina soutěžících (vozů do 2,0 l objemu válců) absolvovala průsmyk poměrně dobře, ovšem ty nejslabší vozy do 1,0 l musely v několika případech zdolávat stoupání s použitím jízdy pozpátku. Soutěž byla ukončena v Berlíně na závodní dráze AVUS jízdou, při níž musely vozy jet 100 km – něco jako zkouška stálosti výkonu. Z 88 posádek na startu dojelo do cíle 67 a bez trestných bodů 60 automobilů. Turek s autem Aero v této soutěži zvítězil v kategorii I (automobily obsahem válců do 2000 cm³).
Slovenská osma, uspořádaná 15.-16. května 1932 Slovenským motorklubem Bratislava a autokluby v Košicích, Žilině a Bánské Bystrici, byla jeta jako dvoudenní soutěž, jejíž trať byla dlouhá 1015 km. Startovat k ní bylo možno v sídle kteréhokoliv z pořádajících klubů. Tedy v Bratislavě, Košicích, v Žilině nebo v Banské Bystrici. Tyto navzájem se protínající trasy vytvářely jakousi „osmu“. Jak bylo tiskem trefně zmíněno, tímto uspořádáním se soutěž stala zpravodajsky trochu nepřehlednou. Bohumil Turek na voze Aero startoval v Bratislavě s cílem Košicích 503 km, druhý den se vrátil z Košic do Bratislavy po mírně změněné trase v délce 512 km. Zajímavá a vzrušující byla úporná honička Mandova „Rudého ďábla“ na Walter Super 6 s Turkovým „Červeným čertíkem" (Aero). Tito dva, nevázáni ohledy a disciplínou týmové jízdy, pořádali po oba dny v čele bratislavské skupiny pravé dostihy. Za svůj výkon v kat. do 750 cm³ získal Turek nejhodnotnější cenu, pozlacenou plaketu. V týmové soutěži stejného ocenění dosáhl i tým vozů Aero - Turek, Wohanka a Štastný. Celkem startovalo 49 účastníků, dojelo 40 a 9 se vzdalo pro defekty a následně byli vyloučeni ze soutěže.
V tomto roce Turek s tímto modelem od 12. července do 11. srpna 1932 ujel za 30 dní 30 000 km. Tento test odolnosti měl být propagační kampaní pro uvedení nového Aero 662 na trh. K tomu bylo třeba absolvovat 30 denních etap po 1000 km, které sledovala sportovní komise. Každý den ve 4 hodiny ráno vyjížděl do Brna přes Hradec Králové a po poledni opět na Brno, aby v 10 hodin večer ukládal vůz do hlídané garáže. Za svoje sportovní výkony v roce 1932 byl Bohumil Turek oceněn Zlatým odznakem Autoklubu republiky Československé (ARČs).
S Aero 18 se na dálkový výlet vydal i František Alexander Elstner.V roce 1933 naplánovali výpravu AeroSpExOr (Aero Sportovní Expedice Orientem) přes Itálii, Sicílii, Libyi (přes poušť v provincii Murzuk), kde se stáčela zpět a přes Tunisko, Alžírsko, Maroko a Španělsko, odkud přibližně 14 000 km dlouhá trasa po 42 dnech zavedla pět mužů, jednu ženu a tři vozy Aero 662 zpět do Prahy. Cestu pak F. A. Elstner popsal v knize Na jih od Benghazi.

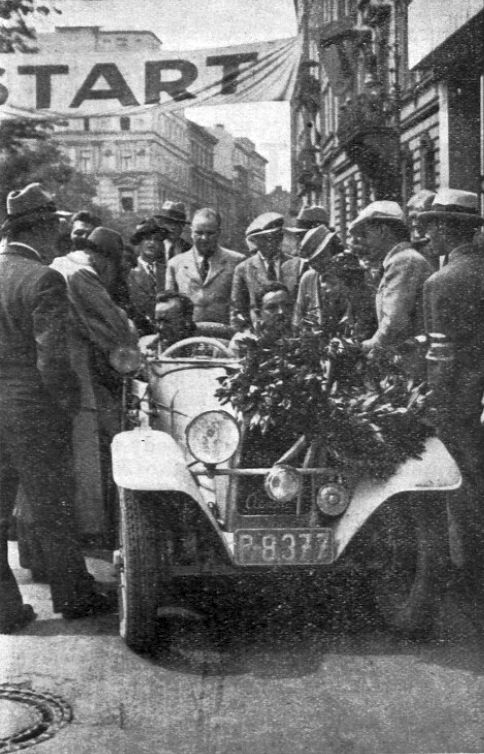
Aero 662, J. Pohl a F. Holoubek zvítězili ve třídě do 750 ccm v závodě 1000 mil čs. (1933)

První ročník závodu 1000 mil československých byl před budovou Autoklubu odstartován v sobotu 10. června 1933. Následující den bylo v cíli klasifikováno 31 z původně 57 startujících automobilů. Významnou část startovního pole tvořily malé aerovky (v třídě do 750 cm³/9 vozů a 1100 cm³/8 vozů). V nejnižší kategorii do 750 cm³ neměly konkurenci automobily Aero 18 HP, které se od vystaveného standardního provedení lišily jen objemem válců zvýšeným na hranici své třídy (upravený zdvihový objem na 745 cm³). Z devíti jich do cíle dojelo sedm. Nejrychlejší z nich, s posádkou Jiří Pohl a František Holoubek, v čase 22:00:20 h dosáhl průměrné rychlosti 72,4 km/h a obsadil 18. místo v celkové klasifikaci. Tato posádka zvítězila způsobem start–cíl před Antonínem Vitvarem. Pohl překonal všechna očekáváni, zejména v prvních dvou etapách, než si zajistil dostatečný náskok. Do Bratislavy dojel za 5:04 h, odtud zpět do Prahy za 5:23 h. V Praze se poněkud zdržel (snad tankováním), ale pak zase stejné tempo držel až za Brno, kde měl první větší časovou ztrátu (přes 10 minut!), takže na III. etapu spotřeboval 5:52 h. Po menší ztrátě v Bratislavě zdržel se ještě za Jihlavskou kontrolou, asi o 11 minut, a dosáhl cíle IV. etapy za 5:41 h. Zlé jazyky tvrdily, že v druhé polovině závodu úmyslně zpomalil, aby do cíle nepřijel o více než 15% dříve před ostatními konkurenty své třídy, kteří by tím byli vyloučeni pro nesplnění časového limitu. V soutěži továrních týmů bez rozdílu kubatur zvítězil tým Aero-Car-Clubu Praha, který za vítězství získal Cenu prezidenta republiky a Cenu ministerstva obchodu.
Jiří Pohl ke svému vítězství sdělil: “„Před dvěma roky jsem potřeboval vůz a rozhodl jsem se pro malý, pro jednoválcovou Aerovku (Aero 500). Byl jsem výkonem této překvapen, že jsem si opatřil dvouválec (Aero 662) a uvažoval po sérii úspěchů na menších soutěžích o startu v některém závodu. 1000 mil bylo i vhodnou příležitosti, abych vyzkoušel svůj vůz na obtížné soutěži a dokázal, co malý vůz svede. Už před soutěží měl jsem důvěru ve svůj vůz, ale po jejím skončení jsem přímo překvapen, že stroj překonal sám sebe. Mám-li sděliti čtenářům „Národních Listů“ své dojmy, nevím opravdu, co měl bych hlavně vyzvednout. Jel jsem, jak jsem mohl, a jsem s výkonem spokojen. 1000 mil bylo nejkrásnějším závodem, který jsem kdy jel.“

## Galerie

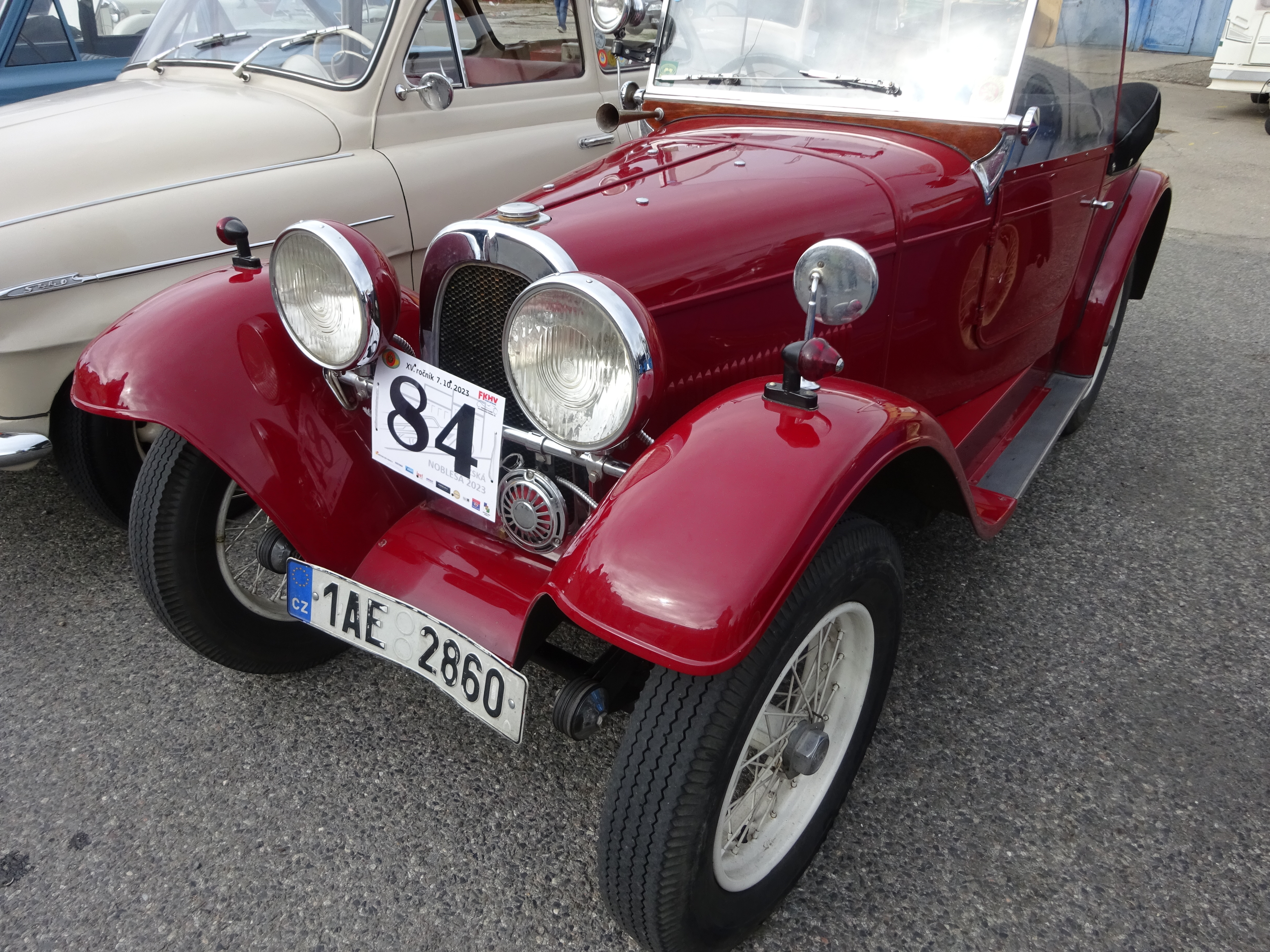
Aero 662, roadster (1930)
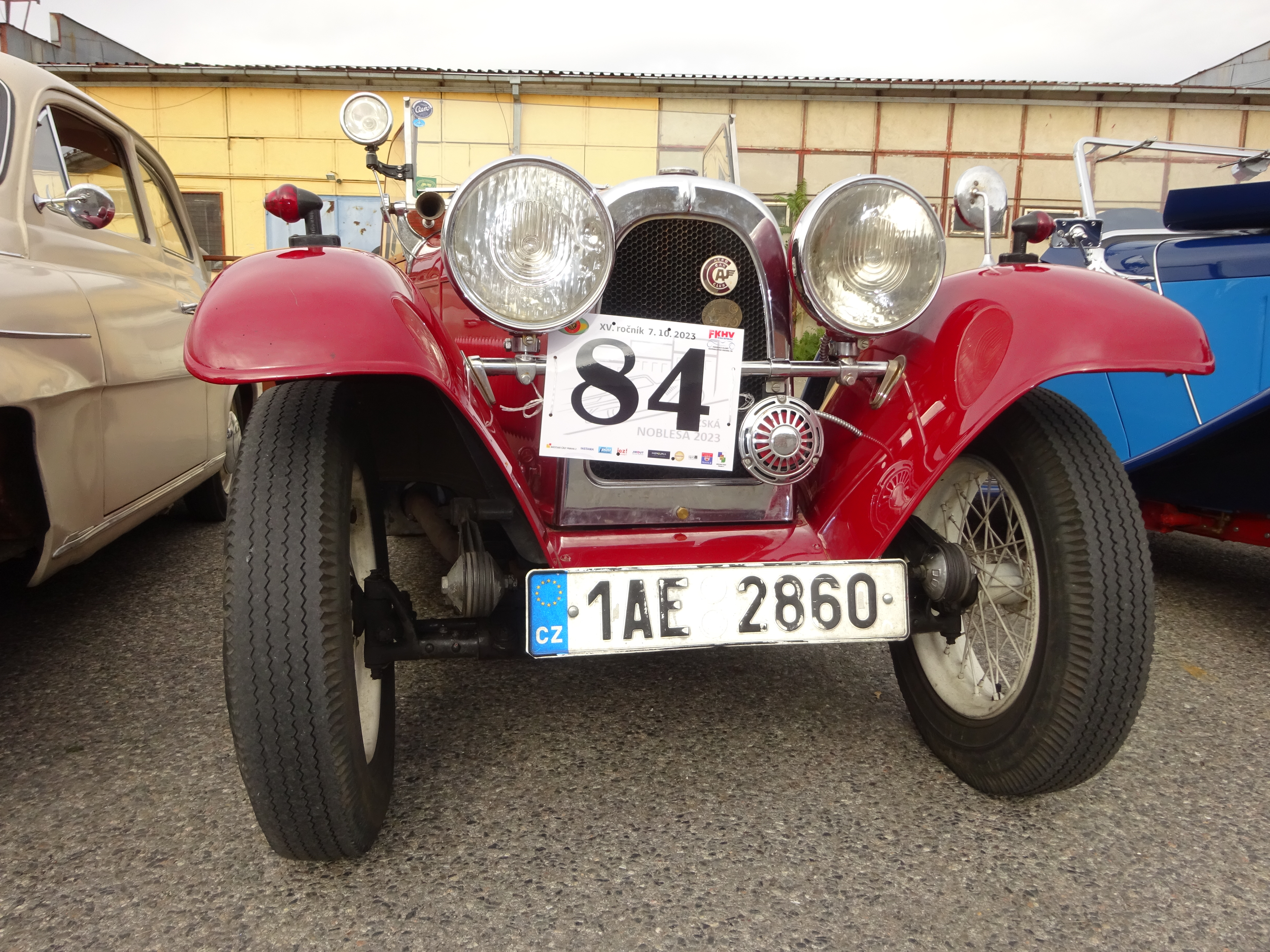
Aero 662, roadster (1930) na Pražské noblese 2023
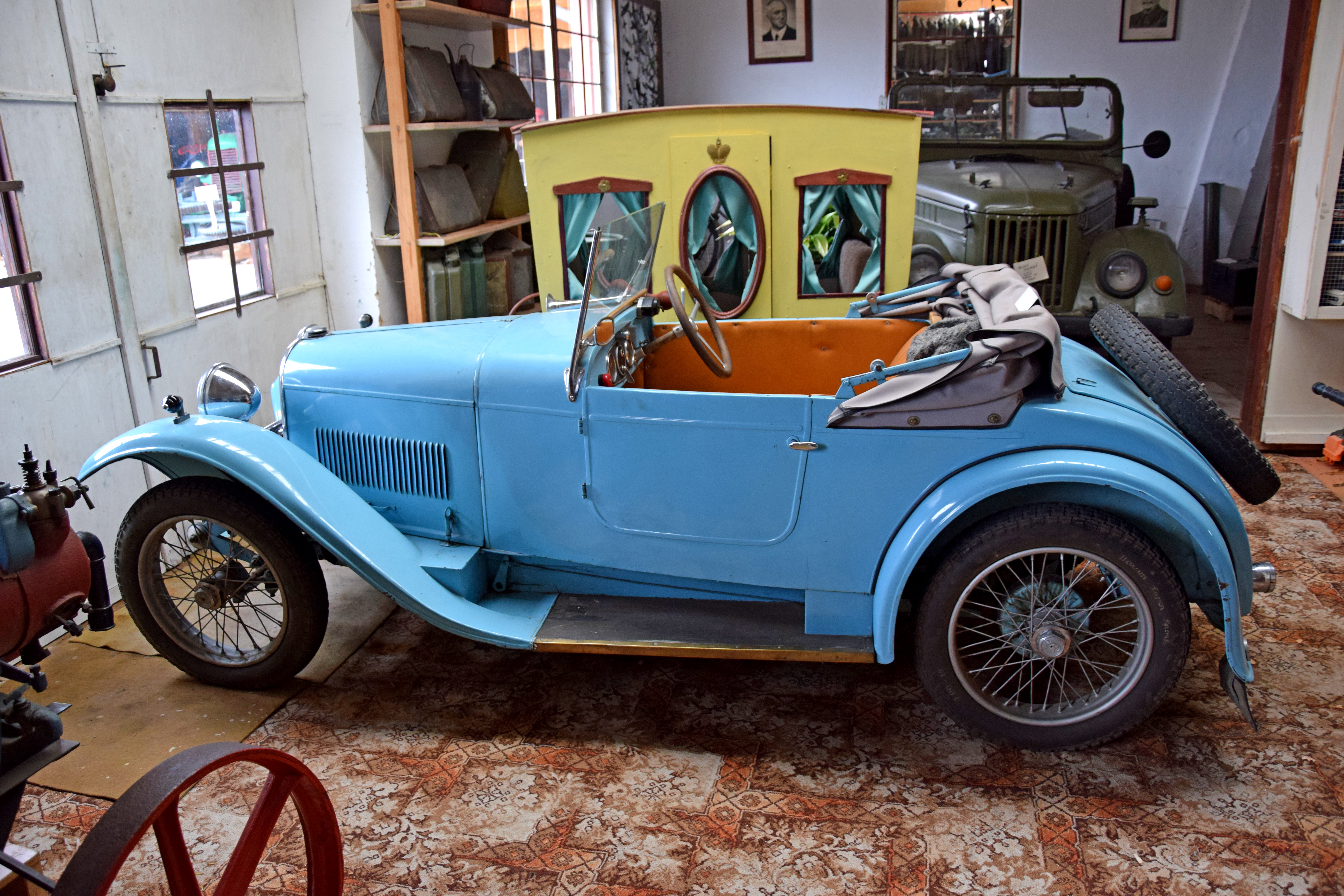
Aero 662, původní provedení bez dveří u řidiče, Muzeum historických vozidel Pořežany 2018
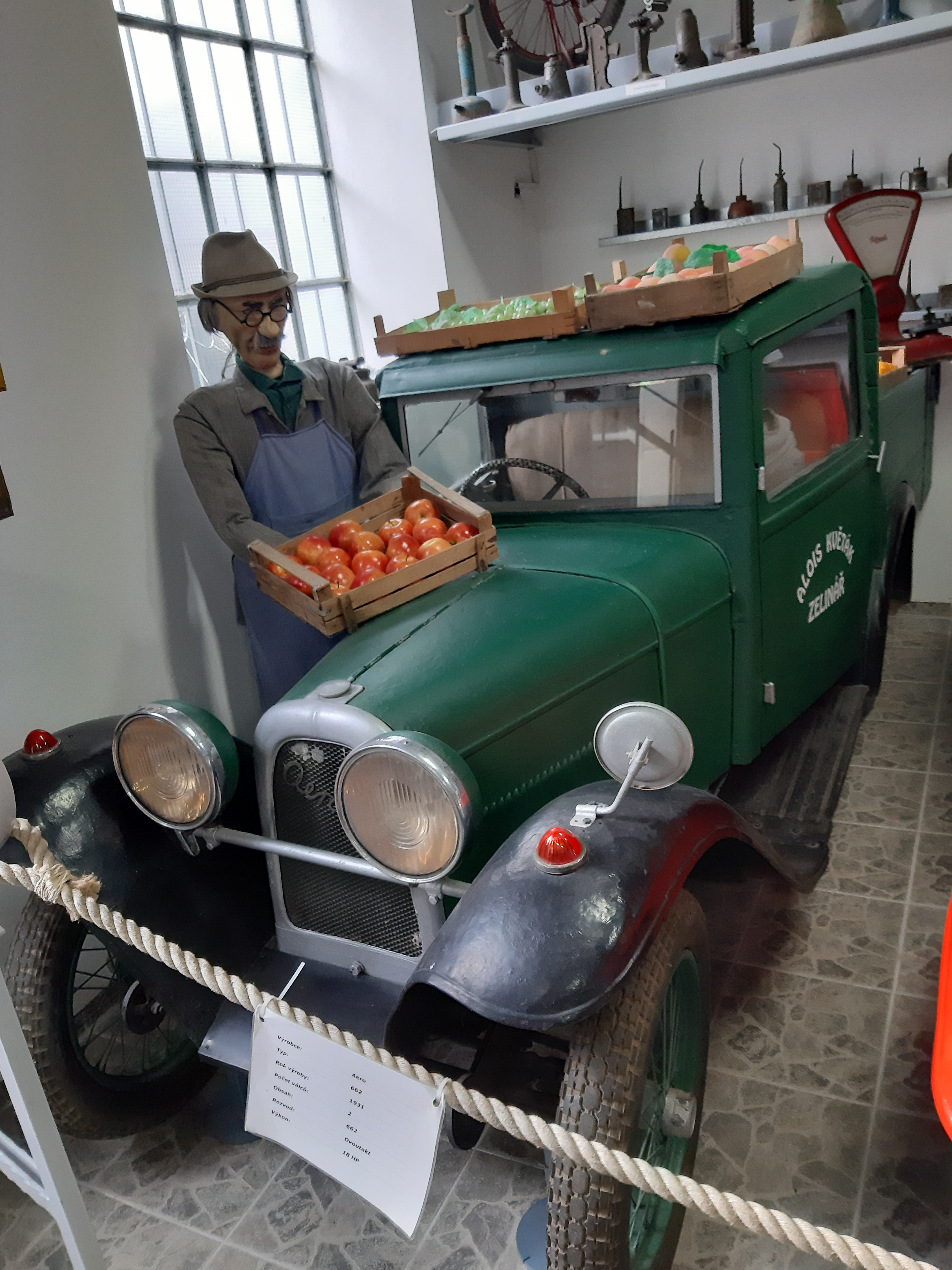
Aero 662, pick-up (1932) v Muzeu motorismu Znojmo 2021
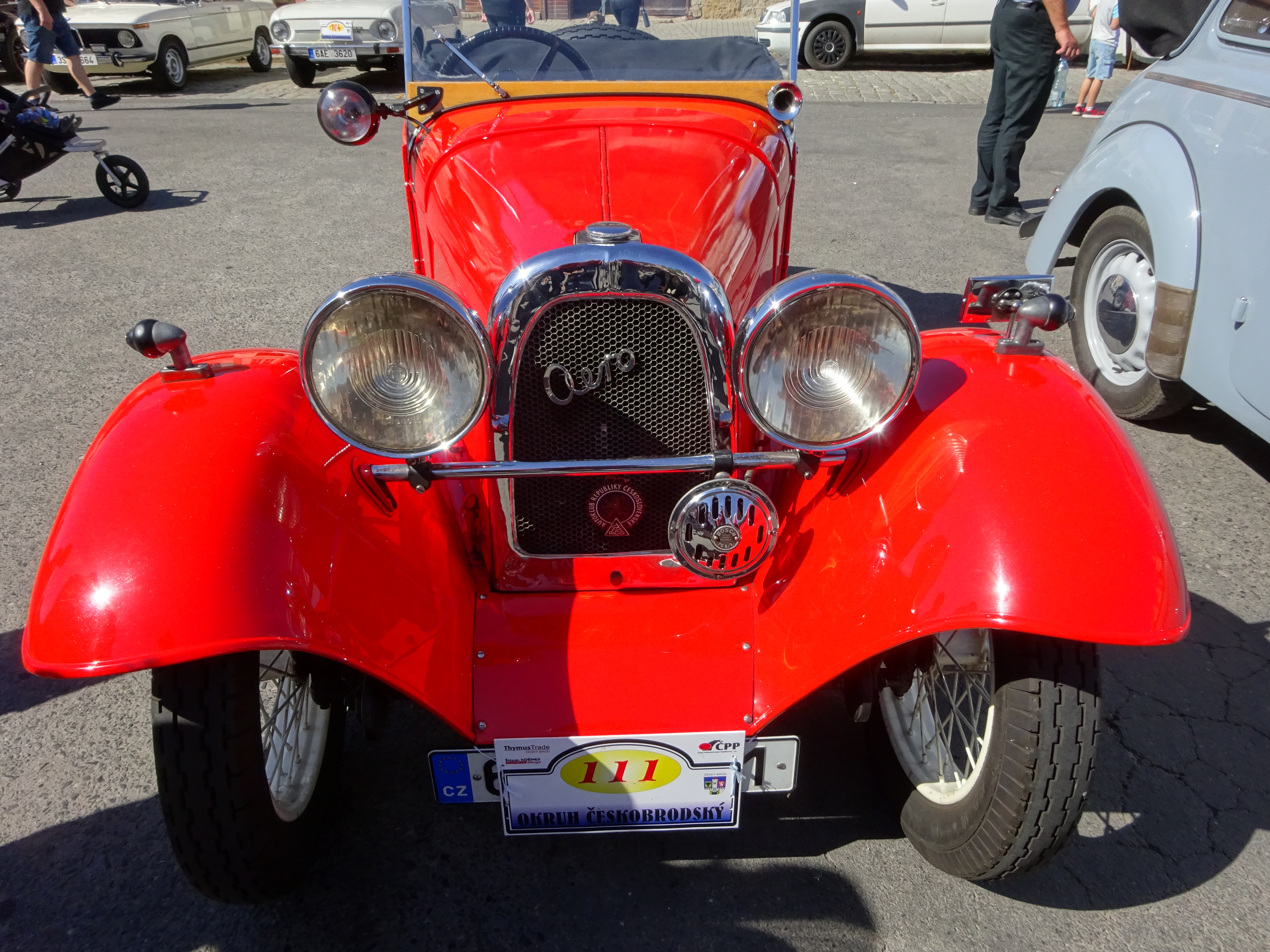
Aero 662 (1933), přední maska (Českobrodský okruh 2024)
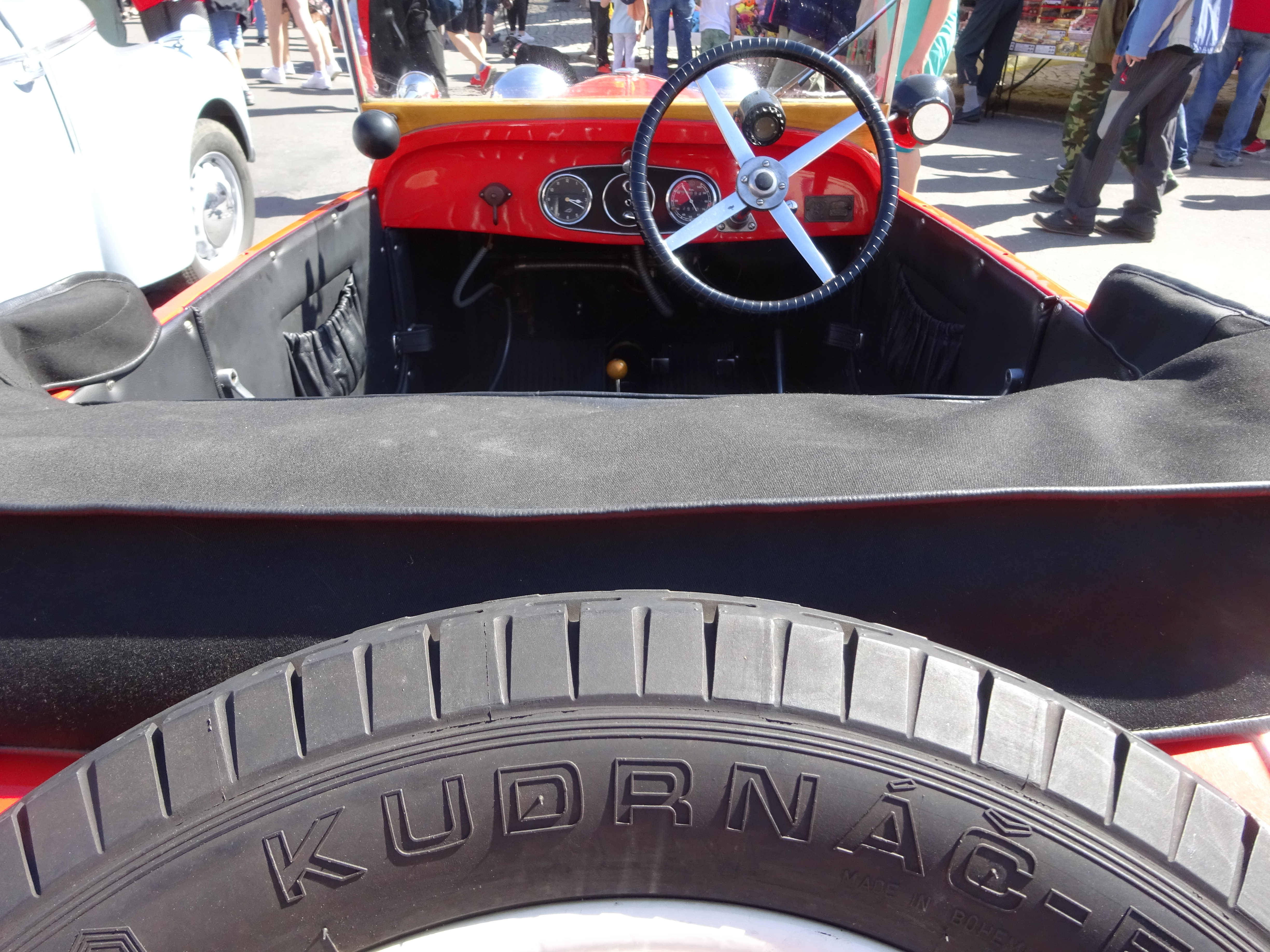
Aero 662 (1933), pracoviště řidiče (Českobrodský okruh 2024)
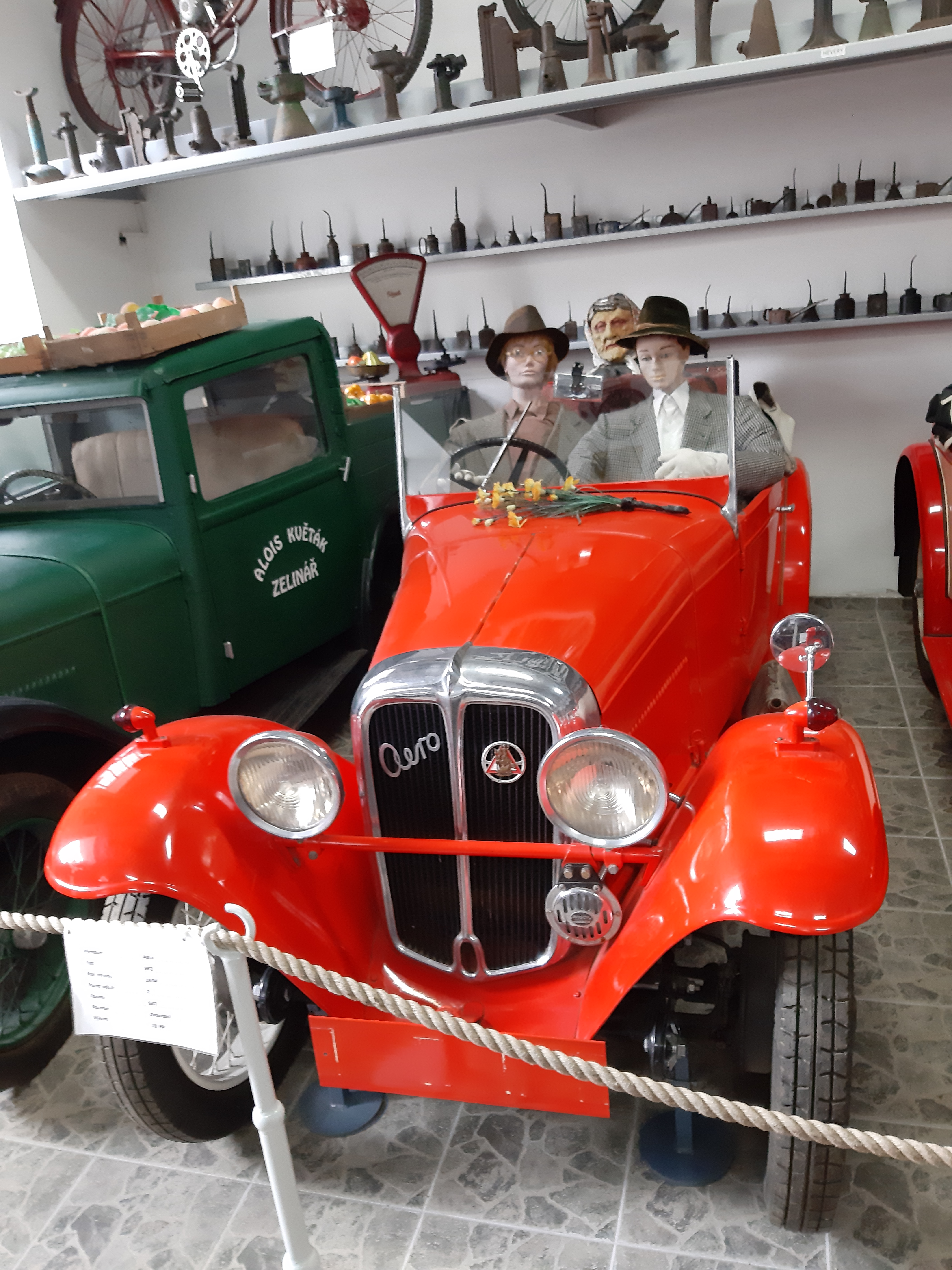
Aero 662, modernizovaný roadster (1934) v Muzeu motorismu Znojmo 2021